# Marquesat de Dosaigües

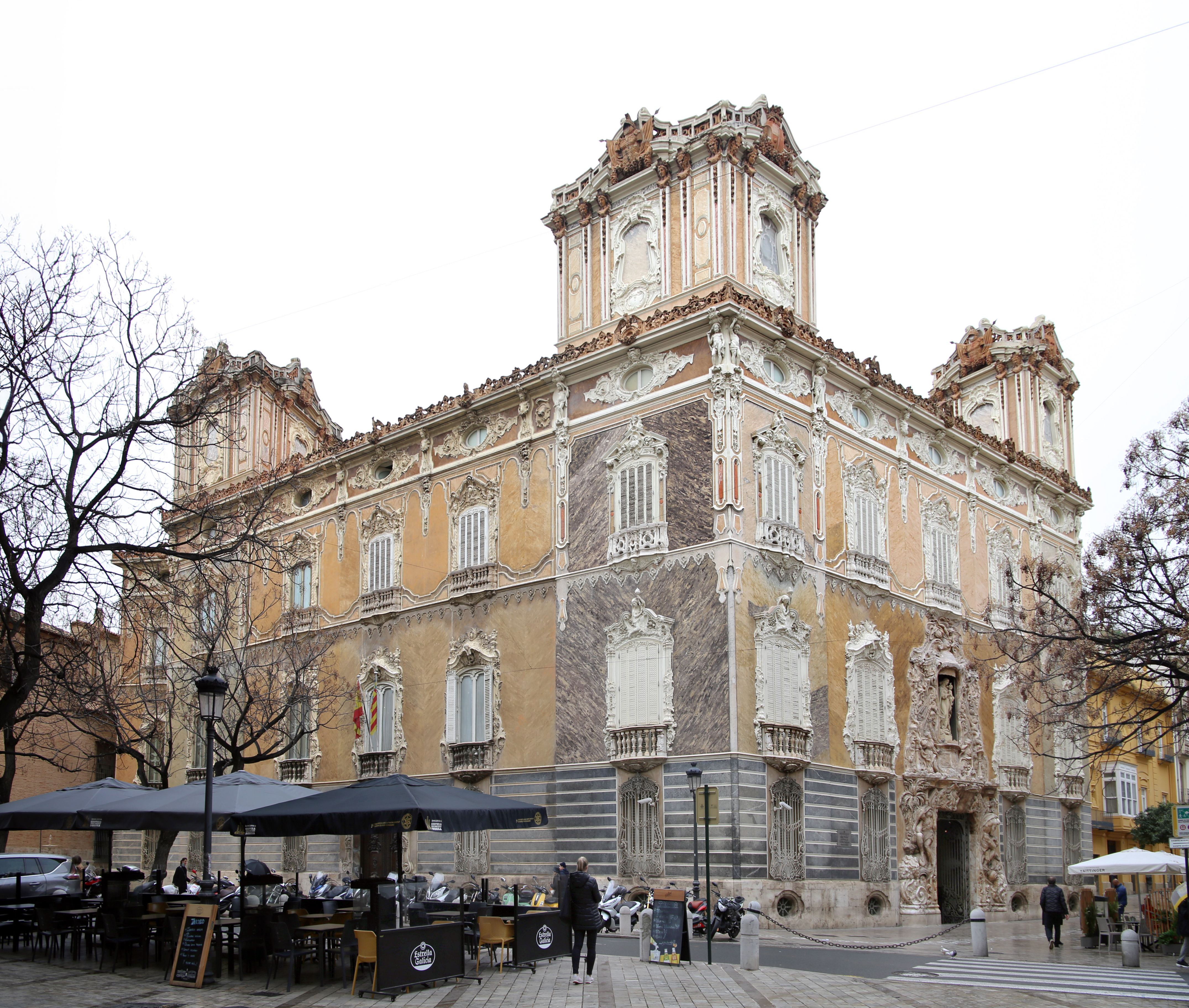
Palau del Marquès de Dosaigües

El Marquesat de Dosaigües és un senyoriu valencià, que pren el nom de la població de Dosaigües, a la Foia de Bunyol.
En principi, aquest títol nobiliari va lligar-se al llinatge dels Rabassa de Perellós, els quals van adquirir el senyoriu de Dosaigües l'any 1496 a Lluís Cornell Boïl de Ladrón. Serà l'any 1699 quan Giner Rabassa de Perellós obté el títol de I Marquès.
A mitjans del segle xix s'extingeix la successió directa dels Rabassa de Perellós, de manera que Vicente Dasí Lluesma obté el Marquesat l'any 1853. Al segle xx, els Dasí emparenten amb la nissaga de Rojas. L'any 1982, Pascual de Rojas i Cárdenas obté el Marquesat a la mort de son pare, Rafael de Rojas i Dasí.
La casa pairal d'aquest llinatge, el Palau del Marquès de Dosaigües, és un edifici d'estil barroc i rococó, un dels més significatiu de la ciutat de València. El III Marquès, Giner Rabassa de Perellós, va ser l'impulsor de la renovació del casal de la nissaga valenciana. Actualment acull el Museu Nacional de Ceràmica i Arts Suntuàries González Martí.